# Manot 1

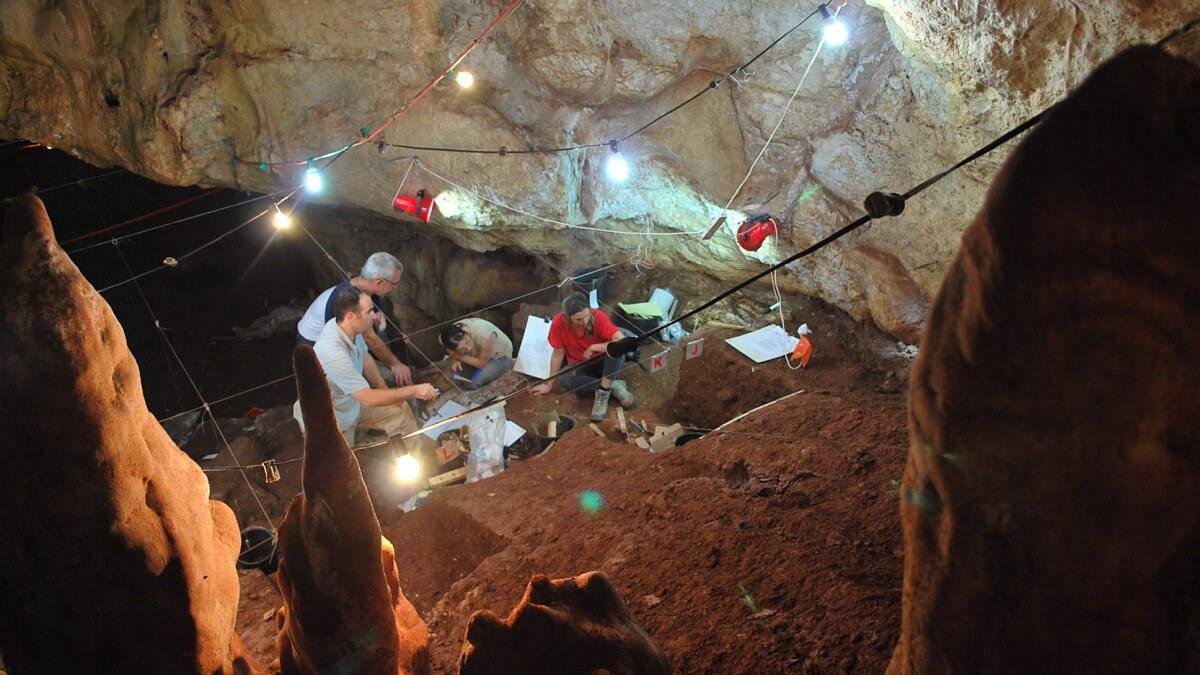
caverna manot que fica em israel onde o fossil foi encontrado

Manot 1 é um espécime fóssil designado a uma calota craniana que representa um ser humano moderno arcaico descoberto na Caverna de Manot, Galileia Ocidental, Israel. Foi descoberto em 2008 e a descrição científica publicada em 2015. A datação radiométrica indica que tem cerca de 54.700 anos (o final da Mousteriana), e acredita-se que seja diretamente ancestral das populações do Paleolítico Superior do Levante e Europa . 

## Descoberta
Caverna Manot em escavação em 2011
Manot 1 foi descoberta dentro da Caverna Manot quando a própria caverna foi descoberta em 2008. A caverna está situada na Galileia Ocidental, cerca de 10 km ao norte da Caverna HaYonim e 50 km a nordeste da Caverna do Monte Carmelo. Ele foi descoberto acidentalmente quando uma escavadeira abriu seu telhado durante um trabalho de construção. Arqueólogos da Unidade de Pesquisa de Cavernas da Universidade Hebraica de Jerusalém foram imediatamente informados e fizeram a pesquisa inicial. Eles encontraram a calota craniana ao lado de ferramentas de pedra, pedaços de carvão e outros restos humanos. Ferramentas encontradas incluem um ponto de Levallois, buris, lamelas, lâminas ultrapassadas, e Ferramentas aurignacianas. Eles também encontraram restos de "gamo, veado, gazela da montanha, cavalo, auroque, hiena e urso". Eles relataram isso à Autoridade de Antiguidades de Israel (IAA), que concedeu outra breve pesquisa da caverna. O IAA concedeu uma escavação em grande escala em 2010. A escavação foi conduzida por uma colaboração de arqueólogos da Universidade Hebraica de Jerusalém, Universidade de Tel Aviv, Pesquisa Geológica de Israel, Instituto Zinman de Arqueologia da Universidade de Haifa , Centro Kimmel de Ciências Arqueológicas de Instituto de Ciência Weizmanne o Departamento de Arqueologia da Universidade de Boston.

## Descrição
Manot 1 é um indivíduo adulto representado por uma calota craniana quase completa (calvária) muito semelhante às dos humanos modernos. Mas tem um cérebro relativamente pequeno, estimado em cerca de 1.100 mL, em comparação com o cérebro humano moderno, que tem cerca de 1.400 mL. Suas características únicas são o occipital em forma de pão, o arco moderado dos parietais, a área sagital plana , a presença de uma fossa suprainíaca e a linha nucal superior pronunciada. Essas características combinadas indicam que ele compartilha uma série de características entre os humanos africanos mais recentes e os europeus do período Paleolítico Superior. Mas tem diferenças notáveis daqueles de outros humanos arcaicos encontrados na vizinhança Levante. Também pode ser um híbrido humano-Neandertal. Os descobridores concluíram que a forma geral e as características morfológicas discretas da calvária Manot 1 demonstram que este crânio parcial é inequivocamente moderno. 

## Significância
Mais informações: Peopling of Eurasia
Os crânios Skhul 5 e Skhul 9, datados entre 120.000 e 80.000 anos, são os mais antigos fósseis humanos anatomicamente modernos encontrados na Ásia Ocidental.
Manot 1, com 55.000 anos de idade, é o fóssil mais antigo encontrado na Ásia Ocidental, posterior à suposta expansão recente para fora da África , cerca de 70.000 anos atrás. [7] [8] Acredita-se que seja um ancestral das linhagens modernas da Eurásia Ocidental, que começaram a se desenvolver durante o Paleolítico Superior. 
A idade do fóssil é consistente com o período de cruzamento entre os neandertais e os humanos modernos .  Embora a extração e o sequenciamento do DNA dos restos mortais pudessem potencialmente confirmar que o cruzamento estava ocorrendo naquela época, as chances de fazê-lo com sucesso são reduzidas pelo clima quente da região, que acelera a degradação do DNA. 